# モッツァーテ
モッツァーテ（伊: Mozzate）は、イタリア共和国ロンバルディア州コモ県にある、人口約8,700人の基礎自治体（コムーネ）。

## 地理

### 位置・広がり
コモ県南西部のコムーネ。県都コモから南西へ18kmの距離にある。

#### 隣接コムーネ
隣接するコムーネは以下の通り。括弧内のVAはヴァレーゼ県所属を示す。
- カルボナーテ
- チズラーゴ (VA)
- ゴルラ・マッジョーレ (VA)
- ゴルラ・ミノーレ (VA)
- リーミド・コマスコ
- ルラーゴ・マリノーネ

### 地震分類
イタリアの地震リスク階級 (it) では、4 に分類される
。